# Île aux Nattes
Île-aux-Nattes (también oficialmente, pero menos comúnmente, Nosy Nato) es una pequeña isla al sur de la Isla de Sainte-Marie (Santa María), una isla en la costa este del país africano de Madagascar. Ambas islas pertenecen a la Provincia de Toamasina, Île-aux-Nattes se ubica en las coordenadas geográficas  17°07′S 49°49′E / -17.117, 49.817. Tiene una población de alrededor de 1500 habitantes